# Новозеландски кинолошки савез
Новозеландски кинолошки савез (енгл. New Zealand Kennel Club) или Пси Новог Зеланда (енгл. Dogs News Zealand) је савез одговоран за регистровање чистокрвних паса на Новом Зеланду. Такође, пружају услуге дресуре, суђење на изложбама и многе друге услуге које се тичу изложбе паса. Организација је основана 1886. године, а 2017. је променила име у Пси Новог Зеланда. Пси Новог Зеланда су члан Међународне кинолошке федерације.

## Класификација паса
Новозеландски кинолошки савез признаје 224 пасмине које је поделио у седам група.
1. Пси за разоноду
2. Теријери
3. Ловачки пси
4. Гоничи
5. Радни пси
6. Корисни пси
7. Неспортски